# Eumonocentrus erectus
Eumonocentrus erectus är en insektsart som beskrevs av Schmidt. Eumonocentrus erectus ingår i släktet Eumonocentrus och familjen hornstritar. Inga underarter finns listade i Catalogue of Life.